# Collado Villalba
Collado Villalba (comunemente anche Villalba) è un comune spagnolo di 63 074 abitanti (2018) situato nella comunità autonoma di Madrid, parte della comarca di Cuenca del Guadarrama. È situato in una ampia valle intorno al fiume Guadarrama tra montagne alte tra i 1 000 e i 2 000 metri s.l.m.

## Cultura

### Università
Collado Villalba è sede dell'Università a distanza di Madrid.

## Infrastrutture e trasporti
Per il traffico ferroviario si avvale della stazione di Villalba sulle linee Madrid-Hendaye e Villalba-Segovia.

## Sport

### Pallacanestro
La cittadina ospitò in passato il Club Baloncesto Collado Villalba, società che giocò per sei anni nel massimo campionato spagnolo prima di sciogliersi definitivamente nel 1992.